# Философский роман
Философский роман — художественное произведение в романной форме, иллюстрирующее те или иные философские концепции. Термин получил распространение в XX веке, хотя его применяют и к произведениям, написанным ранее (начиная с арабской аллегории XII века «Хай ибн Якзан»).
Зачастую философский роман призван проиллюстрировать ту или иную философскую позицию. Термин «философский роман» не имеет чёткого истолкования, потому что многие филологические научные школы вкладывают в это понятие разное значение. Тем не менее термин является устоявшимся и часто применяется как в научной, так и в более популярной литературе. Некоторые произведения, охарактеризованные как «философский роман», часто одновременно могут быть названы романом воспитания. С этим жанром философский роман роднит особое внимание к истории формирования мировоззрения персонажа и то значение, которое в сюжете играет интеллектуальная жизнь героев, а также её концептуальное осмысление. Однако философский роман может не содержать описание взросления и становления характера главных персонажей, что является характерной особенностью для романа воспитания.
Философским романом иногда называют произведения, написанные в жанре утопии или антиутопии. Это происходит благодаря особенному концептуальному рассмотрению в утопиях или антиутопиях тех или иных явлений общественной жизни, философскому анализу всего общества в целом, а также проблемам исторического развития общества.

## Литературные предшественники жанра
Предпосылки создания жанра можно заметить уже в античности. Платон и Ксенофонт создали жанр философского диалога, в котором художественное значение текста не уступает его концептуальному значению. В литературе средних веков были распространены аллегории, в которых также можно заметить тесную взаимосвязь между чисто художественной формой выражения и философским смыслом произведения.
Большую роль в становлении жанра сыграли сатирические притчи Джонатана Свифта и Мандевиля. К предтечам философского романа можно отнести и «Робинзона Крузо» Даниэля Дефо.

## Философский роман Просвещения
Философский роман как таковой возник в Западной Европе в век Просвещения, когда были созданы такие классические образцы жанра, как «Кандид» (1759) Вольтера или «Племянник Рамо» (точная дата написания неизвестна) Дидро. Издание романов французского философа Руссо «Новая Элоиза» (1761) и «Эмиль» (1762) окончательно определило значение этого жанра в литературе. Немецкий философ Якоби вначале решил изложить свои взгляды именно в художественной форме, опубликовав в 1779 философский роман «Вольдемар». К традиции философского романа относятся и произведения Сада, которые, несмотря на свою скандальную репутацию, во многом являются и продолжением этой литературной традиции и очередным этапом её развития, зачастую пародийным.

## Литературный романтизм
Развитие жанра связано с литературным движением «Бури и натиска» и романтизма, когда были созданы такие произведения в жанре философского романа, как «Годы учения Вильгельма Мейстера» (1795—1796) Гёте, роман «Генрих фон Офтердинген» Новалиса, «Гиперион» Гёльдерлина, «Ночные Бдения», изданные в 1805 под псевдонимом Бонавентура. Авторство последнего романа часто приписывается философу Шеллингу.
Огромная роль в развитии жанра в это время принадлежит немецкому писателю Жан Полю.
Образцы философского романа можно найти у представителей позднего романтизма, таких, как Гофман или Мэри Шелли у которых жанр приобретает черты фантасмагорического, а часто мрачного и таинственного действа, иногда с большой долей сатирического элемента.
Представитель русского позднего романтизма Владимир Одоевский издал в 1844 философский роман «Русские ночи».

## Философский роман в середине XIX века
В первой половине XIX века дань этому жанру отдали и представители реалистического направления в литературе. Особенно надо отметить Бальзака, включившего в свой opus magnum «Человеческая комедия» специальный раздел «Философские этюды», содержащий более двух десятков произведений. В частности, к «философским этюдам» он отнёс, «Шагреневую кожу» (1831), «Неизвестный шедевр» (1831) и роман «Серафита» (1835). В то же время форму философского романа в сатирическом и публицистическом духе использовал и британский философ Томас Карлейль, опубликовавший в 1833—1834 своё произведение «Sartor Resartus».
Особую роль в становлении жанра в XIX веке сыграл философ Кьеркегор. Тяга к романной форме побудила Кьеркегора издавать не только трактаты, но и художественно написанные произведения, проникнутые духом философского анализа.
Иногда к жанру философского романа относят программные произведения русской литературы XIX века — особенно сочинения Фёдора Достоевского и Льва Толстого.
К жанру философского романа иногда относят социально ориентированные произведения эпохи «Великих реформ», такие, как «Отцы и дети» Ивана Тургенева и «Что делать?» Николая Чернышевского.

## Философский роман Прекрасной эпохи
Во второй половине XIX века, во времена так называемой «Прекрасной эпохи» жанр философского романа приобрёл второе дыхание. В 1880-х годах было написано и опубликовано одно из самых известных произведение в этом жанре, «Так говорил Заратустра» Фридриха Ницше, оказавшее огромное влияние на дальнейшее развитие философии и литературы. Особенно большое влияние экспериментальная техника письма в романе Ницше оказала на развитие символизма.
Не меньшее влияние на расширение границ жанра оказали публикация в 1884 романа «Наоборот» Гюисманса и в 1890 романа «Портрет Дориана Грея» Оскара Уайльда.
Романные достижения символизма во многом представляют собой дальнейшее развитие жанра философского романа.
Проза символистов лишь отчасти может быть соотнесена с этим жанром. Русский символизм активно экспериментируя в романной форме, создает ряд образцов произведений, своей насыщенностью философской проблематикой родственных этому жанру.
Так, можно отметить исторические трилогии Дмитрия Мережковского «Христос и Антихрист» (1895—1905) и «Царство Зверя» (1908—1918). Произведения некоторых русских символистов непосредственно соприкасаются с более общим движением в литературе, получившим название модернизм.
На грани поэтики символизма и модернизма написан один из значительных романов XX века — «Петербург» Андрея Белого, первая редакция которого относится к 1913 году, и который можно отчасти отнести к жанру философского романа.